# Pawel Dsik
Pawel Dsik (belarussisch Павел Дзік, russisch Павел Дик / Pawel Dik; * 18. November 1998) ist ein belarussischer Freestyle-Skier. Er startet in der Disziplin Aerials (Springen).

## Werdegang
Dsik startete im Dezember 2014 in Ruka erstmals im Europacup und belegte dabei den 22. Rang. Sein Debüt im Weltcup hatte er im Februar 2016 in Minsk, das er auf dem 16. Platz beendete. In der Saison 2016/17 holte er in Minsk seinen ersten Sieg im Europacup und belegte zum Saisonende den dritten Platz in der Aerials-Disziplinenwertung. Bei den Juniorenweltmeisterschaften 2017 in Chiesa in Valmalenco gewann er die Silbermedaille. In der folgenden Saison erreichte er mit Platz zwei in Airolo und Rang eins in Minsk den vierten Platz in der Aerials-Disziplinenwertung des Europacups. Bei den Juniorenweltmeisterschaften 2018 in Minsk sprang er auf den fünften Platz. In der Saison 2019/20 errang er mit dritten Plätzen in Moskau und Almaty seine ersten Podestplatzierungen im Weltcup und belegte damit den 11. Platz im Aerials-Weltcup.

## Erfolge

### Weltcupwertungen
| Saison  | Gesamt | Gesamt | Aerials | Aerials |
| Saison  | Platz  | Punkte | Platz   | Punkte  |
| ------- | ------ | ------ | ------- | ------- |
| 2015/16 | 194.   | 2,5    | 36.     | 15      |
| 2016/17 | 200.   | 3,71   | 34.     | 26      |
| 2017/18 | -      | -      | -       | -       |
| 2018/19 | 157.   | 5,2    | 26.     | 26      |
| 2019/20 | 41.    | 27,43  | 11.     | 192     |

### Europacup
- 4 Podestplätze, davon 2 Siege
- Saison 2016/17: 3. Aerials-Disziplinenwertung

### Juniorenweltmeisterschaften
- Chiesa in Valmalenco 2017: 2. Aerials
- Minsk 2018: 5. Aerials